# HQ-9
HQ-9 (Hán Việt: Hồng Kỳ 9; tiếng Trung giản thể: 红旗-9; tiếng Trung phồn thể: 紅旗-9; bính âm: Hóng Qí-9; nghĩa đen: "Cờ đỏ 9"; tên định danh NATO: CH-SA-9), là một loại tên lửa đất đối không tầm xa được thiết kế và phát triển bởi Tập đoàn Khoa học và Công nghiệp Hàng không Vũ trụ Trung Quốc (CASIC).
Gần giống với tổ hợp tên lửa S-300 của Nga hay hệ thống Patriot của Mỹ. HQ-9 sử dụng hệ thống radar HT-233 PESA. Biến thể sử dụng cho Hải quân Quân Giải phóng Nhân dân Trung Quốc - HHQ-9 (Hán Việt: Hải Hồng Kỳ 9; Tiếng Trung giản thể: 海红旗-9; tiếng Trung phồn thể: 海紅旗-9; bính âm: Hǎi Hóng Qí-9; nghĩa đen: "Cờ đỏ trên biển 9"), gần như giống hệt phiên bản trên đất liền. HHQ-9 được trang bị trong các ống phóng thẳng đứng VLS trên Tàu khu trục lớp Type 052C Lan Châu (Lanzhou) thuộc biên chế Hải quân Quân Giải phóng Nhân dân Trung Quốc.
Hệ thống của HQ-9 có thể chống lại sự dò tìm của radar, được biết đến với bản xuất khẩu là FT-2000. Phiên bản được thiết kế để xuất khẩu là FD-2000 (với cụm từ FD là viết tắt của Fang Dun[防盾], có nghĩa là lá chắn phòng thủ), nó được phát triển bởi Tổng công ty xuất nhập khẩu máy móc chính xác Trung Quốc (CPMIEC) và ra mắt tại Triển lãm hàng không vũ trụ và quốc phòng Châu Phi được tổ chức ở Cape Town vào tháng 03 năm 2009.

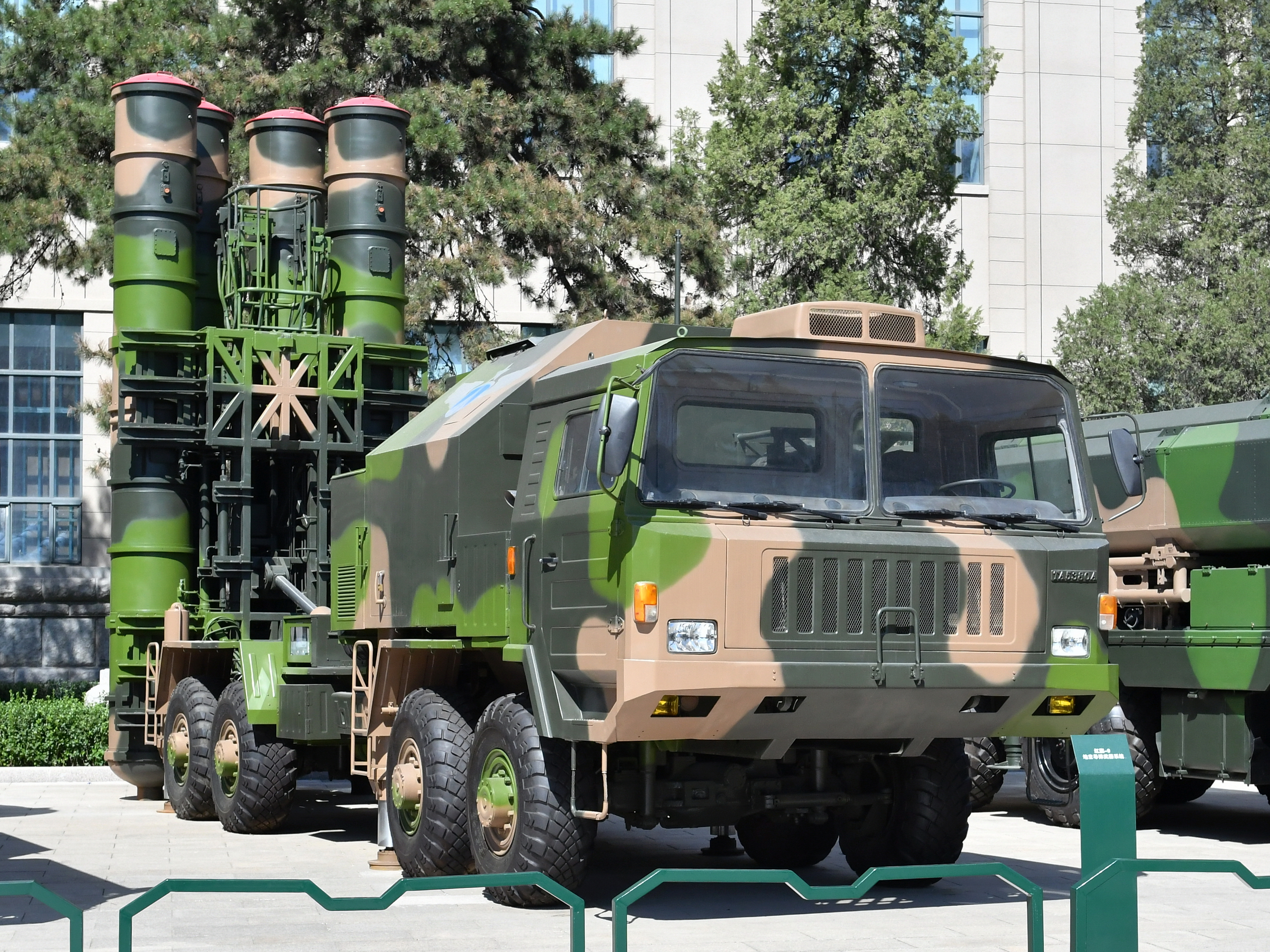
Tên lửa đất đối không HQ-9

## Thiết kế
Cấu tạo cơ bản của HQ-9 bao gồm một ra đa tìm kiếm loại 305B, 1 ra đa, 1 ra đa theo dõi, 1 máy phát điện chạy diesel với công suất 200 kW, và 8 Xe mang phóng tự hành (TEL) với 4 tên lửa mỗi xe, tổng cộng 32 lượt phóng sẵn sàng khai hỏa. Những thiết bị này thường được gắn trên các xe tải Thái An. Cấu tạo cơ bản này có thể được mở rộng để có sức chứa lớn hơn, với những thiết bị được thêm vào như: 1 đài chỉ huy TWS-312, 1 xe khảo sát dựa trên các mẫu Humvee của Trung Quốc, một bộ chuyển đổi năng lượng, xe vận chuyển/nạp tên lửa bổ sung với 4 tên lửa mỗi xe dựa trên mẫu Thái An TAS5380, 1 ra đa dò tìm tầm thấp Type 120, 1 ra đa dò tìm tầm xa HT-233 PEAS. Hệ thống HQ-9 có sự cơ động cao.

## Tên lửa
Gần tương tự với hệ thống S-300V của Nga, hệ thống HQ-9 là các tên lửa 2 tầng. Tầng thứ nhất có đường kính 700mm và tầng thứ 2 có đường kính 560mm, với tổng khối lượng lên đến gần 2 tần và chiều dài 6,8m. Tên lửa được trang bị một đầu đạn nặng 180 kg, và đạt tốc độ tối đa 4,2 Mach và tầm bắn tối đa xấp xỉ 200 km. Vector đẩy (TVC) của HQ-9 là nhận dạng trực quan và rõ ràng nhất để phân biệt nó với hệ thống S-300V: TVC của HQ-9 lộ ra và nó có thể quan sát được từ bên cạnh, trong khi đó TVC của S-300V là không lộ ra. Hệ thống dẫn đường của HQ-9 là hệ thống điều khiển tên lửa kết hợp: máy lái tự động quán tính giai đoạn đầu; giai đoạn giữa kết hợp máy lái tự động quán tính trên tên lửa để chỉnh tầm và lệnh vô tuyến từ đài điều khiển mặt đất để chỉnh hướng; giai đoạn cuối dẫn bằng lệnh vô tuyến kết hợp dữ liệu về mục tiêu do cơ cấu bám qua tên lửa (radar của đạn tên lửa bắt bám mục tiêu ở giai đoạn cuối bằng cách thu tín hiệu phản xạ từ mục tiêu bị đài radar mặt đất chiếu xạ, rồi truyền phần tử bắn về đài điều khiển mặt đất, đài điều khiển mặt đất tính toán và hiệu chỉnh các tham số mục tiêu và truyền lệnh vô tuyến đến tên lửa).

## Ra đa
Để giảm thiểu giá thành, hệ thống HQ-9 được thiết kế để có thể kết hợp linh hoạt với nhiều loại ra đa, bao gồm cả tìm kiếm/giám sát/tương tác/Ra đa kiểm soát hỏa lực (FCR).

### Ra đa kiểm soát hỏa lực
Rất nhiều FCR của hệ thống tên lửa đất đối không khác của Trung Quốc có thể sử dụng cho HQ-9, ví dụ như FCR sử dụng cho KS-1 SAM, SJ-212, bản thân nó đã là phiên bản cải tiến của hệ thống ra đa kiểm soát hỏa lực (FCR) của SJ-202 sử dụng trong HQ-2J. Các FCR của H-200 và SJ-231 của mẫu KS-1 SAM cũng tương thích với HQ-9.

### Ra đa HT-233
Để tối đa hóa hiệu quả chiến đấu của HQ-9, một hệ thống ra đa điều khiển hỏa lực (FCR) chuyên dụng cho HQ-9 đã được phát triển, và nó thường xuyên được nhìn thấy đi kèm với HQ-9. Được chỉ định là HT-233, mẫu ra đa này là loại FCR tiên tiến nhất HQ-9 được kết hợp, và nó có điểm tương đồng lớn với  mẫu MPQ-53 của MIM-104 Patriot hơn là mẫu 30N6(Flap-lid) của S-300.

## Biến thể
Phòng không

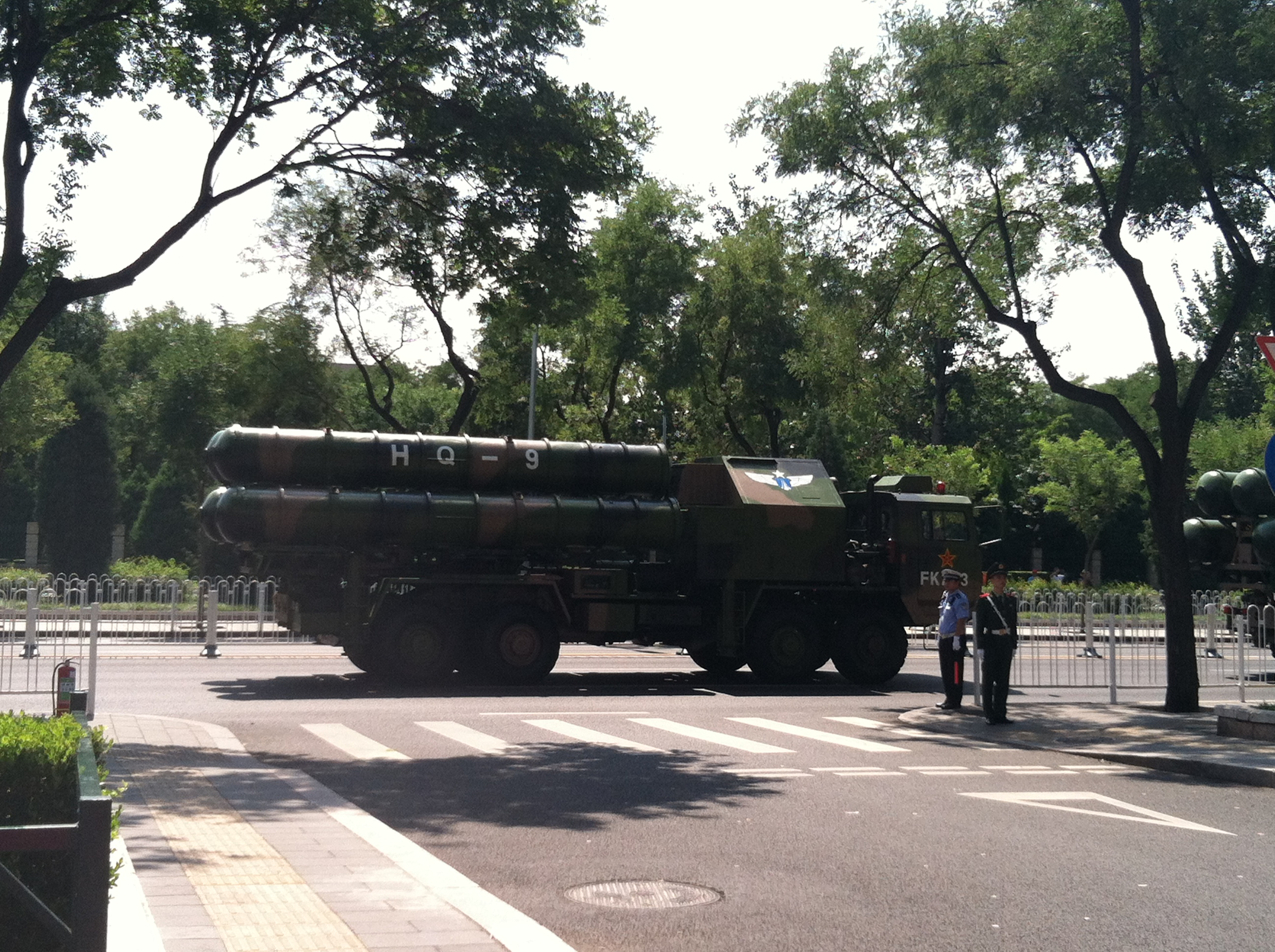
HQ-9 sau lễ duyệt binh kỷ niệm 70 năm kết thúc Thế chiến II tại Bắc Kinh

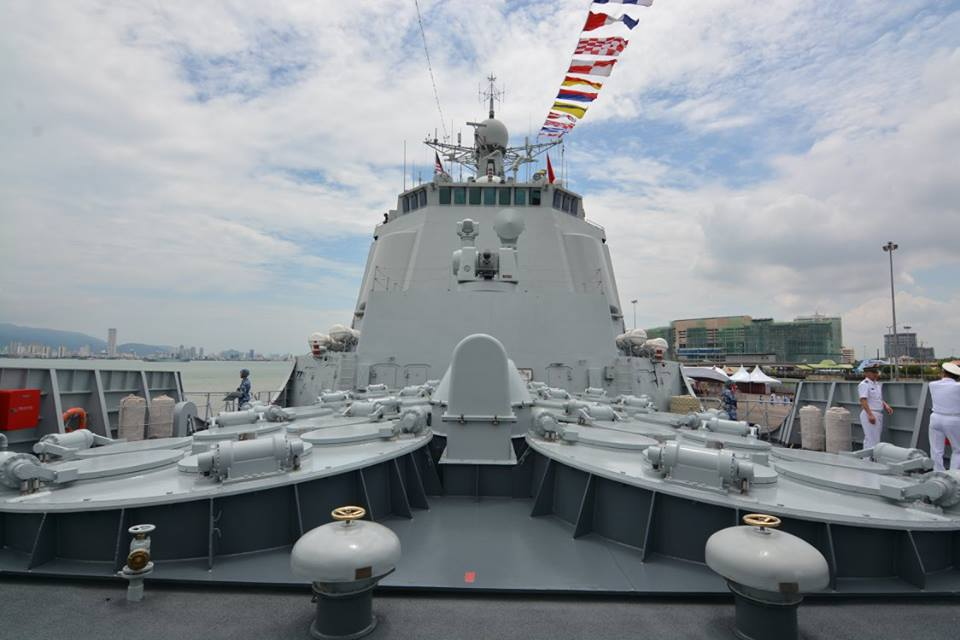
Tàu khu trục lớp Type 052C Trường Xuân (DDG-150) của Hải quân Trung Quốc trang bị hệ thống HHQ-9

- HQ-9 — Phiên bản đầu tiên, NATO định danh CH-SA-9.
- HHQ-9 — Phiên bản phóng từ tàu mặt nước dành cho hải quân.[3] NATO định danh CH-SA-N-9.[7]
- HQ-9A — Phiên bản cải tiến, thử nghiệm lần đầu vào năm 1999 và đưa vào sử dụng năm 2001.[1]
- HQ-9B — Phiên bản cải tiến với tầm phòng không lên tới 260 km và bổ sung thêm thiết bị dò tìm hồng ngoại thụ động.[4] Được báo cáo đã thử nghiệm vào tháng 2 năm 2006.[1] NATO định danh CH-SA-21.[7]
- HHQ-9B — Phiên bản phóng từ tàu mặt nước của HQ-9B; NATO định danh CH-SA-N-21.[7]

Phòng thủ tên lửa đạn đạo và chống vệ tinh
- HQ-19 (NATO định danh CH-AB-2)[11] – Phiên bản chống tên lửa đạn đạo, được thiết kế để đánh chặn tên lửa đạn đạo tầm trung. Hệ thống này nhắm mục tiêu vào giai đoạn giữa và giai đoạn cuối của tên lửa tấn công, nó có thể so sánh tương đương với THAAD của Mỹ.[12] Tên lửa đã "bắt đầu hoạt động sơ bộ" vào năm 2018.[13]

Xuất khẩu
- FD-2000 – Phiên bản xuất khẩu với tầm hoạt động 125 km.[6] Có thể được trang bị radar thụ động YLC-20 để chống lại các mục tiêu tàng hình,[14] radar thu thập mục tiêu HT-233,[15] radar tìm kiếm tầm thấp Type 120 và radar tìm kiếm AESA Type 305A.[14]
- FD-2000B – Phiên bản xuất khẩu với tầm hoạt động 250 km.
- HQ-9P – Phiên bản tùy chỉnh dành cho Pakistan. Tầm đánh chặn máy bay là 125 km và đánh chặn tên lửa hành trình là khoảng 25 km.

## Nước ngoài quan tâm

### Thổ Nhĩ Kỳ
Hệ thống HQ-9 là một ứng cử viên trong chương trình T-LORAMIDS của Thổ Nhĩ Kỳ, và được báo cáo là đã đượch chọn lựa vào tháng 9 năm 2013. Hoa Kỳ đã phản ứng bằng cách ngăn chặn các nguồn để tích hợp hệ thống của Trung Quốc vào hệ thống  phòng thủ của NATO. Tuy nhiên, đến năm 2013 không có xác nhận nào rằng thỏa thuận đã được hoàn thành. Vào tháng 2 năm 2015, Hội nghị Đại quốc dân Thổ Nhĩ Kỳ đã được Bộ Quốc phòng thông báo rằng việc đánh giá hồ sơ dự thầu đã hoàn tất và hệ thống được chọn sẽ được Thổ Nhĩ Kỳ sử dụng mà không cần tích hợp với NATO; hệ thống này không được đặt tên rõ ràng. Tuy nhiên, các quan chức Thổ Nhĩ Kỳ khác báo cáo rằng không có hệ thống nào được chọn. Cuối tháng này, các quan chức Thổ Nhĩ Kỳ tiết lộ rằng các cuộc đàm phán đang diễn ra với nhiều nhà thầu; Giá thầu Trung Quốc vẫn chưa thỏa mãn các yêu cầu liên quan đến việc chuyển giao công nghệ. Vào tháng 3 năm 2015, một bài báo của China Daily đưa tin rằng "Hệ thống FD-2000 của Trung Quốc, một mẫu HQ-9 để xuất khẩu, đã được chọn cho hợp đồng với Thổ Nhĩ Kỳ vào năm 2013" dựa trên các bình luận của đại diện CPMIEC tại Triển lãm Không gian và Hàng không Quốc tế Langkawi năm 2015; Bài viết đã gây hiểu nhầm là "Xác nhận việc bán tên lửa cho Thổ Nhĩ Kỳ." Tuy nhiên, một người điều hành giấu tên của CPMIEC đã nói với Global Times rằng "phương tiện truyền thông đã đọc quá nhiều về điều này. Không có thông tin mới về việc đấu thầu." Vào tháng 11 năm 2015, Thổ Nhĩ Kỳ xác nhận rằng họ sẽ không mua HQ-9, thay vào đó chọn một hệ thống phát triển bản địa.

## Quốc gia sử dụng
Trung Quốc
- Không quân Trung Quốc - 196 tên lửa HQ-9, 96 tên lửa HQ-9B tính đến năm 2024[26]

 Maroc
- Lục quân Hoàng gia Maroc - 4 khẩu đội FD-2000B được mua vào năm 2016. Khẩu đội đầu tiên dự kiến bàn giao vào năm 2020 hoặc 2021.[27]

 Turkmenistan
- Không quân Turkmenistan[28]

 Uzbekistan
- Lực lượng Phòng không và Không quân Uzbekistan[15][29]

 Pakistan
- Lục quân Pakistan - HQ-9P[30]
- Không quân Pakistan[31] - HQ-9B[30]

 Ai Cập
- Lực lượng Phòng không Ai Cập - Các báo cáo tiết lộ rằng tính đến năm 2025, Ai Cập đã sở hữu hệ thống HQ-9B của Trung Quốc.[32]